# Minardi PS02
La Minardi PS02 è una monoposto di Formula 1 del team italiano Minardi che ha gareggiato nel Campionato mondiale di Formula 1 2002. Progettata da Gabriele Tredozi e guidata da Alex Yoong, Anthony Davidson e Mark Webber, nel corso della stagione ottenne due punti nella gara inaugurale in Australia.

## Sviluppo
La Minardi PS02 era una vettura molto convenzionale, caratterizzata da un passo piuttosto lungo. Venne poi adottato il motore Asiatech in sostituzione del vecchio Cosworth rinominato e fu confermato il cambio in titanio già adottato nella parte finale della stagione precedente.

## Stagione
Per quanto riguarda i piloti, la Minardi scelse l'esordiente, Mark Webber (già tester per Arrows e Benetton negli ultimi tre anni), e il malese Alex Yoong, che nel 2001 aveva già corso per il team faentino nelle ultime tre gare e forte di uno sponsor di quindici milioni di euro. 

Nonostante il passaggio al nuovo motore Asiatech, la vettura non si dimostrò più veloce rispetto a quella dell'anno prima, anche se nel complesso l'affidabilità era migliorata.

Alla prima gara in Australia il team riuscì a cogliere subito 2 preziosissimi punti grazie al 5º posto dell'esordiente Webber, mentre Yoong arrivò 7º, complici i numerosi ritiri degli avversari. 
Per il resto della stagione i due piloti ottennero molti piazzamenti, ma fuori dalla zona punti e qualche ritiro. Il divario tra i due piloti, già visto a Melbourne, fu particolarmente accentuato anche nelle qualifiche degli altri Gran Premi, con il malese che mancò tre volte la qualificazione, segnando sempre tempi più lenti dell'australiano. A causa degli scarsi risultati, Yoong, infatti, venne sostituito dal collaudatore della BAR Anthony Davidson. Il malese tornò comunque alla guida della Minardi dopo due gare, al Gran Premio d'Italia, concludendo la stagione.

La Minardi si classificò 9ª nel campionato costruttori con 2 punti.

## Risultati completi
| Anno | Team    | Motore                | Gomme | Piloti   |   |     |    |    |    |     |     |    |     |     |    |     |     |     |     |     |     | Punti | Pos. |
| ---- | ------- | --------------------- | ----- | -------- | - | --- | -- | -- | -- | --- | --- | -- | --- | --- | -- | --- | --- | --- | --- | --- | --- | ----- | ---- |
| 2002 | Minardi | Asiatech AT02 3.0 V10 | M     | Yoong    | 7 | Rit | 13 | NQ | NP | Rit | Rit | 14 | Rit | NQ  | 10 | NQ  |     |     | 13  | Rit | Rit | 2     | 9º   |
| 2002 | Minardi | Asiatech AT02 3.0 V10 | M     | Davidson |   |     |    |    |    |     |     |    |     |     |    |     | Rit | Rit |     |     |     | 2     | 9º   |
| 2002 | Minardi | Asiatech AT02 3.0 V10 | M     | Webber   | 5 | Rit | 11 | 11 | NP | 12  | 11  | 11 | 15  | Rit | 8  | Rit | 16  | Rit | Rit | Rit | 10  | 2     | 9º   |

| Legenda | 1º posto     | 2º posto | 3º posto    | A punti         | Senza punti/Non class.  | Grassetto – Pole position Corsivo – Giro più veloce |
| Legenda | Squalificato | Ritirato | Non partito | Non qualificato | Solo prove/Terzo pilota | Grassetto – Pole position Corsivo – Giro più veloce |

(*) Indica quei piloti che non hanno terminato la gara ma sono ugualmente classificati avendo coperto, come previsto dal regolamento, almeno il 90% della distanza totale.